# Christoph Rudolf von Schliewitz
Christoph Rudolf von Schliewitz (* 1670; † 15. Januar 1732 in Hamm) war ein königlich-preußischer Generalmajor, Chef des Infanterie-Regiments Nr. 9 und Kommandeur von Hamm sowie Erbherr auf Mitteldorf und Kattern (Kreis Mohrungen).
Sein Vater war der kurbrandenburgische Oberstleutnant Rudolf von Schliewitz.
Am 8. August 1709 wurde er Oberstleutnant im Regiment Nr. 23 (Forcade) und am 4. Juni 1717 wurde er Oberst. Am 6. August 1726 übernahm der das Infanterie-Regiment Nr. 9 (Buisson), zugleich wurde er Kommandant von Hamm. Er starb dort am 15. Januar 1732.
Er war mit der Witwe des Oberst Philipp von Weyherr verheiratet.